# Andrzej Chmarzyński
Andrzej Chmarzyński, né le 17 mars 1945 à Radom et mort le 20 juin 2019 à Toruń, est un ancien joueur de basket-ball polonais. Il évolue au poste d'ailier